# Nicolaus Jonæ Ölander
Nicolaus Jonæ Ölander, född 1638 i Ölmstads socken, död där april 1707, var en svensk präst.

## Biografi
Nicolaus Jonæ Ölander föddes 1638 på Öland i Ölmstads socken. Han var son till bonden Jonas Svensson och Cecilia Nilsdotter. Ölander studerade 1644 vid Visingsö skola och blev 1653 student vid Uppsala universitet. Han disputerade 1663 (de concursu causae primae cum causis secundis, preses Olaus Unonius) och 1664 (de actionibus humanis earumque principiis, samme preses). Ölander blev filosofie magister 1664. Han blev 1666 kyrkoherde i Ölmstads församling och häradsprost 1688 i Vista kontrakt.  Under hans tid sökte Per Brahe den yngre att lägga Ölmstads församling som annexförsamling till Visingsö församling. Beslutet verkställdes aldrig då Ölander var för sjuklig för att flyttas, dessutom godkände inte församlingsborna beslutet. Ölander avled i april 1707 och begravdes den 24 juni samma år. En gravsten över honom fanns i kyrkan 1829.
Ölander gifte sig 15 oktober 1667 med Christina Hyltenia (1640–1706). Hon var dotter till kyrkoherden Andreas Jonæ Hyltenius och Anna Jönsdotter Gahm i Ölmstads socken. De fick tillsammans barnen Annika (född 1669), Kersin (född 1671), Andreas (1674–1674), Andreas (1675–1677), Nicolaus (född 1677), Maria (född 1679), Jonas (1682–1748) och Eva (född 1684).